# Endurance. L'incredibile viaggio di Shackleton al Polo Sud
Endurance. L'incredibile viaggio di Shackleton al Polo Sud, è un libro scritto da Alfred Lansing e pubblicato nel 1959. Il libro tratta del fallimento della realmente accaduta spedizione imperiale transatlantica guidata da Ernest Shackleton, il quale si era prefissato come obiettivo l'attraversamento del continente Antartico.

## Trama
Il libro racconta della lotta per la sopravvivenza dei ventotto membri dell'equipaggio della nave Endurance durata quasi due anni. La nave salpata da Plymouth il 6 agosto 1914, era rimasta incagliata nei ghiacci del Mare di Weddell e in seguito si era danneggiata in modo irrimediabile, lasciando i marinai abbandonati sulla banchisa. Shackleton e compagni vagabondarono su un iceberg trasportati dalle correnti marine per poco più di un anno. In una lotta estenuante contro il tempo, la fame, il freddo e le insidie del Polo Sud riuscirono a lanciare in mare le scialuppe di salvataggio e a raggiungere quasi per miracolo l'isola Elefante. A causa dell'inospitalità dell'isola Shackleton optò per cercare di oltrepassare il canale di Drake in cerca di aiuto e si mise a capo di un equipaggio di cinque uomini a bordo della James Caird. I cinque seguendo il vento arrivarono invece in Georgia del Sud 650 miglia marittime ad Est. Shackleton scelse poi due uomini e  trionfò nell'impresa di attraversare per la prima volta l'impervia isola allo scopo contattare i soccorsi che si trovavano dall'altro lato. Tre mesi dopo, i compagni rimasti sull'isola Elefante furono finalmente tratti in salvo.

## Stesura
Praticamente ogni diario scritto durante la spedizione fu reso fruibile all'autore e quasi tutti i sopravvissuti si resero disponibili a sostenere lunghe interviste. Il contributo più significativo fu offerto da Dr. Alexander Macklin, uno dei chirurghi della nave, il quale procurò a Lansing diversi diari dei membri dell'equipaggio, una dettagliata testimonianza del viaggio verso l'isola Elefante, oltre a innumerevoli precisazioni e chiarimenti.

## Edizioni in italiano
- Alfred Lansing, L'incredibile viaggio di Shackleton al Polo Sud, Bompiani, Milano 1968
- Alfred Lansing, Endurance : l'incredibile viaggio di Shackleton al Polo Sud, con una nota di Marco Preti, Corbaccio, Milano 1999
- Alfred Lansing, Endurance : l'incredibile viaggio di Shackleton al Polo Sud, con una nota di Marco Preti, Tea, Milano 2003
- Alfred Lansing, Endurance: l'incredibile viaggio di Shackleton al Polo Sud, legge: Daniele Fabbri, Centro Internazionale del Libro Parlato, Feltre 2017